# Everything Not Saved Will Be Lost Part 2
Everything Not Saved Will Be Lost Part 2 è il sesto album in studio del gruppo musicale britannico Foals, pubblicato nel 2019.

## Tracce
1. Red Desert – 1:12
2. The Runner – 4:21
3. Wash Off – 4:30
4. Black Bull – 3:07
5. Like Lightning – 3:34
6. Dreaming Of – 3:45
7. Ikaria – 0:42
8. 10,000 Ft. – 4:24
9. Into the Surf – 4:31
10. Neptune – 10:18

## Formazione
- Yannis Philippakis – voce, chitarra, basso
- Jimmy Smith – chitarra, tastiera
- Jack Bevan – batteria
- Edwin Congreave – tastiera, sintetizzatore, basso